# Réserve naturelle Aksou-Jabagly
Pour les articles homonymes, voir Aksou.
La réserve naturelle Aksou-Jabagly (en kazakh : Ақсу-Жабағылы қорығы, en russe : Аксу-Жабаглинский заповедник) est une zone protégée, située dans l'oblys du Turkestan au sud du Kazakhstan, créée le 14 juillet 1926. C'est la plus ancienne réserve naturelle d'Asie centrale.
Située à 90 km à l'est de Chimkent, elle s'étend sur plus de 130 000 hectares et est candidate à l'inscription au patrimoine de l'UNESCO depuis 2002. En 2015, elle est également reconnue Réserve de biosphère par l'Unesco.
La réserve doit son nom aux rivières Ak-su du Kadamjaï au Kirghizistan et Jabagly qui se trouve dans la partie nord du territoire.

## Géographie
La réserve naturelle Aksou-Jabagly s'étend jusqu'aux contreforts ouest du Trans-Ili Alataou, à l'ouest des monts Tian. La réserve est bordée au sud-est par la République kirghize, au sud-ouest par la République d'Ouzbékistan. À l'ouest de la réserve se trouve le désert  du Kyzylkoum et au nord les montagnes Karataou.
Administrativement, la réserve est située sur les territoires de Tyul'kubaskiy Lengerskiy et rayonne dans l’oblys du Kazakhstan-Méridional. La réserve est située à une altitude variant de 1 100 à 4 236 m et a une superficie de 131 934 ha. Les chaînes de montagnes les plus importantes sont les Jabagly dans la partie nord, la crête principale de l'Alataou Talasky dans le centre et la Baldybrektau et Ugamskiy Alataou dans le sud. Ils forment des pentes abruptes, mais aussi des plateaux. Le plus haut sommet, le pic de Sayram, est situé dans la pointe sud de la réserve.

## Faune
La réserve accueille 52 espèces de mammifères dont le célèbre léopard des neiges ou le lynx mais aussi la marmotte (marmota menzbieri), le loup, le chat sauvage, le chacal, le sanglier, l’ibex, le chamois, le chevreuil, ainsi que plus de 200 espèces d’oiseaux dont l’aigle royal, le vautour fauve et le vautour moine ou le grand-duc d'Europe. 
Au sol, le « Jetapusi », nom kazakh donné au serpent que l’on trouve de la Grèce à l’Asie centrale, et le varan du désert appelé Zemzen, gros lézard qui mesure jusqu’à 1,80 m.

## Flore
La réserve compte 1 737 espèces de plantes dont le fameux pommier Malus sieversii.
La réserve compte dont 235 espèces de champignons, 64 espèces de lichens, 63 espèces d'algues et bryophytes et 1312 espèces d'Embryophyta.